# 亚历山大·莱温塔尔
亚历山大·鲍里索维奇·莱温塔尔（羅馬化：Aleksandr Borisovich Levintal'；意第緒語：‎；1957年10月18日—）是俄罗斯政治人物，于2015年至2019年间担任第三任犹太自治州州长。在担任犹太自治州州长前，他曾长期在哈巴罗夫斯克边疆区政府机构任职。